# Осипова, Екатерина Игоревна
Екатерина Осипова (4 декабря 1987 года, Москва) — российская танцовщица.

## Биография
Родилась 4 декабря 1987 года в Москве. С раннего возраста занималась бальными танцами.
После окончания школы продолжила получение образования в Государственном институте управления.

## Карьера
В 2004-2006 годах выступала вместе с Олегом Харламовым. На счету пары участия в международных соревнованиях в Москве, Лобне, молдавском Кишинёве, белорусском Минске, польских Миколайках, украинском Харькове, где танцоры неоднократно входили в пятерку сильнейших пар. Однако, несмотря на хорошие отношения внутри дуэта, Олег и Екатерина решили расстаться.
После этого была в паре с Алексеем Бартоломеем. Выступали на таких турнирах, как Riga Open, Austrian Open Rising Stars, «Кубок Кристалла», Silk Way Open, где заняла 4-е место. На чемпионате России танцоры вышли в полуфинальные состязания по программе 10 танцев, где стали девятыми. Также выступили на чемпионате России по европейской программе.
После разлуки, которая длилась год, Екатерина вновь объединилась с Олегом Харламовым. Приняли участие в нескольких международных турнирах, стали обладателями золотых медалей на чемпионатах России по 10 танцам и серебряных — европейскому секвею, вошли в шестерку сильнейших чемпионата России по европейской программе по версии Российского танцевального союза. Однако перед самым чемпионатом мира, на котором Осипова и Харламов впервые в их профессиональной биографии должны были представить Россию, Екатерина неожиданно объявила о завершении карьеры в возрасте 22 лет.
Завершив карьеру, работала тренером в столичном клубе спортивного танца «Диамант».

### «Танцы со звёздами»
Впервые попала на проект в 2010 году. Танцевала в паре с актёром Максимом Коноваловым.
В следующий раз вышла на паркет в 2012 году в паре с врачом и телеведущим Сергеем Агапкиным. Дошли до полуфинала и заняли 4 место.
В 2013 году тоже оказалась на проекте. Составила пару с актёром Виталием Гогунским. Считались одними из фаворитов, но неожиданно выбыли в середине и стали 7-ми.
В 2015 году была одним из хореографов проекта.
В 2016 году вернулась в состав участников. Танцевала с Дмитрием Миллером. Впервые дошла до финала, но остановилась лишь на «бронзовом» месте.
В 2020 году образовала пару с актёром Андреем Соколовым. Вылетели в полуфинале.
В 2021 году партнёром Екатерины стал Сергей Лазарев. Они, в итоге, одержали победу, удерживая лидерство практически с первого тура и почти никому его не уступая.

## Личная жизнь
13 ноября 2010 года вышла замуж за Алексея Осипова и сменила фамилию.
Имеет двоих детей: Игоря (род. 30 сентября 2016) и Сашу (род. 1 мая 2011).
Имеет двух сестёр.

## Награды
- Мастер спорта по бальным танцам в Европейской и Латиноамериканской программах[17].
- Победительница чемпионата России по десяти танцам[17].
- Вице-чемпионка России по Европейскому Секвею[17].
- Победительница шоу «Танцы со звёздами» (2021)[18].

## Факты
- Цифру 13 Екатерина считает счастливой — именно 13-го числа танцовщица впервые встретила будущего супруга, в эту же дату пара сыграла свадьбу. Даже в институте, когда не было времени, Катя учила один 13-й билет — и именно он и выпадал.
- Самый яркий день рождения Екатерина отметила в 25 лет. Девушка пригласила участников проекта «Танцы со звездами», родных и знакомых в караоке-ресторан на веселую вечеринку.